# These Dreams
These Dreams is een nummer van de Amerikaanse band Heart uit 1986. Het is de derde single van hun titelloze achtste studioalbum.
Het nummer werd geschreven door Martin Page, die eerder de hit "We Built This City" van Starship schreef. Hij bood Stevie Nicks aan het nummer in te zingen, maar die bedankte voor de eer. De bandleden van Heart waren echter wel onder de indruk van het nummer, dus gaf Page het nummer aan hen. Met "These Dreams" scoorde Heart een nummer 1-hit in de Amerikaanse Billboard Hot 100. In de Nederlandse Top 40 haalde het nummer slechts de 39e positie.